# Diócesis de Ebibeyín
La diócesis de Ebibeyín o de Ebebiyín (en latín: Dioecesis Ebebiyinensis) es una circunscripción eclesiástica de la Iglesia católica en Guinea Ecuatorial. Se trata de una diócesis latina, sufragánea de la archidiócesis de Malabo. Desde el 1 de abril de 2017 su obispo es Miguel Ángel Nguema Bee, de la Pía Sociedad de San Francisco de Sales.

## Territorio y organización
La diócesis tiene 3943 km² y extiende su jurisdicción sobre los fieles católicos de rito latino residentes en la provincia Kié-Ntem.
La sede de la diócesis se encuentra en la ciudad de Ebibeyín (o Ebebiyín), en donde se halla la Catedral de San Pedro Claver.
En 2021 en la diócesis existían 13 parroquias.

## Historia
La diócesis fue erigida el 15 de octubre de 1982 con la bula Quem ad modum del papa Juan Pablo II, obteniendo el territorio de la diócesis de Bata.
El 23 de diciembre de 1983, con la carta apostólica Qui superiore, el papa Juan Pablo II confirmó a la Santísima Virgen María, venerada con el título de Santa María de Begoña, Madre de Cristo, como patrona principal de la diócesis.
El 1 de abril de 2017 cedió una parte de su territorio para la erección de la diócesis de Mongomo mediante la bula Onerosa pastoralis del papa Francisco.

## Estadísticas
Según el Anuario Pontificio 2022 la diócesis tenía a fines de 2021 un total de 263 600 fieles bautizados.
| Año                                                                             | Población            | Población | Población      | Sacerdotes | Sacerdotes    | Sacerdotes    | Bautizados por sacerdote | Diáconos permanentes | Religiosos | Religiosos | Parroquias |
| Año                                                                             | Bautizados católicos | Total     | % de católicos | Total      | Clero secular | Clero regular | Bautizados por sacerdote | Diáconos permanentes | Varones    | Mujeres    | Parroquias |
| ------------------------------------------------------------------------------- | -------------------- | --------- | -------------- | ---------- | ------------- | ------------- | ------------------------ | -------------------- | ---------- | ---------- | ---------- |
| 1990                                                                            | 133 000              | 136 000   | 97.8           | 30         | 19            | 11            | 4433                     |                      | 14         | 63         | 9          |
| 1998                                                                            | 152 170              | 156 910   | 97.0           | 25         | 14            | 11            | 6086                     |                      | 15         | 65         | 10         |
| 2001                                                                            | 170 040              | 180 125   | 94.4           | 24         | 13            | 11            | 7085                     |                      | 12         | 62         | 10         |
| 2002                                                                            | 174 040              | 185 125   | 94.0           | 25         | 16            | 9             | 6961                     |                      | 10         | 61         | 10         |
| 2006                                                                            | 182 800              | 195 000   | 93.7           | 33         | 18            | 15            | 5539                     |                      | 26         | 62         | 10         |
| 2011                                                                            | 297 000              | 369 000   | 80.5           | 55         | 46            | 9             | 5400                     |                      | 13         | 71         | 14         |
| 2016                                                                            | 321 000              | 399 000   | 80.5           | 52         | 38            | 14            | 6173                     | 1                    | 15         | 62         | 23         |
| 2017                                                                            | 158 000              | 229 140   | 69.0           | 28         | 22            | 6             | 5642                     |                      | 12         | 28         | 11         |
| 2019                                                                            | 245 600              | 263 000   | 93.4           | 63         | 44            | 19            | 3898                     |                      | 20         | 44         | 14         |
| 2021                                                                            | 263 600              | 282 280   | 93.4           | 43         | 33            | 10            | 6130                     |                      | 15         | 37         | 13         |
| Fuente: Catholic-Hierarchy, que a su vez toma los datos del Anuario Pontificio. |                      |           |                |            |               |               |                          |                      |            |            |            |

## Episcopologio
- Ildefonso Obama Obono (15 de octubre de 1982-9 de julio de 1991 nombrado arzobispo de Malabo)
- Juan Matogo Oyana, C.M.F. (11 de octubre de 1991-11 de mayo de 2002 nombrado obispo de Bata)
- Alfred Maria Oburu Asue, C.M.F. † (8 de marzo de 2003-27 de agosto de 2006 falleció)
  - Sede vacante (2006-2011)[nota 1]
- Juan Nsue Edjang Mayé (19 de febrero de 2011-11 de febrero de 2015 nombrado arzobispo de Malabo)
  - Sede vacante (2015-2017)
- Miguel Ángel Nguema Bee, S.D.B., desde el 1 de abril de 2017